# Xã Henderson, Quận Jefferson, Pennsylvania
Xã Henderson (tiếng Anh: Henderson Township) là một xã thuộc quận Jefferson, tiểu bang Pennsylvania, Hoa Kỳ. Năm 2010, dân số của xã này là 1.816 người.